# レデュクション

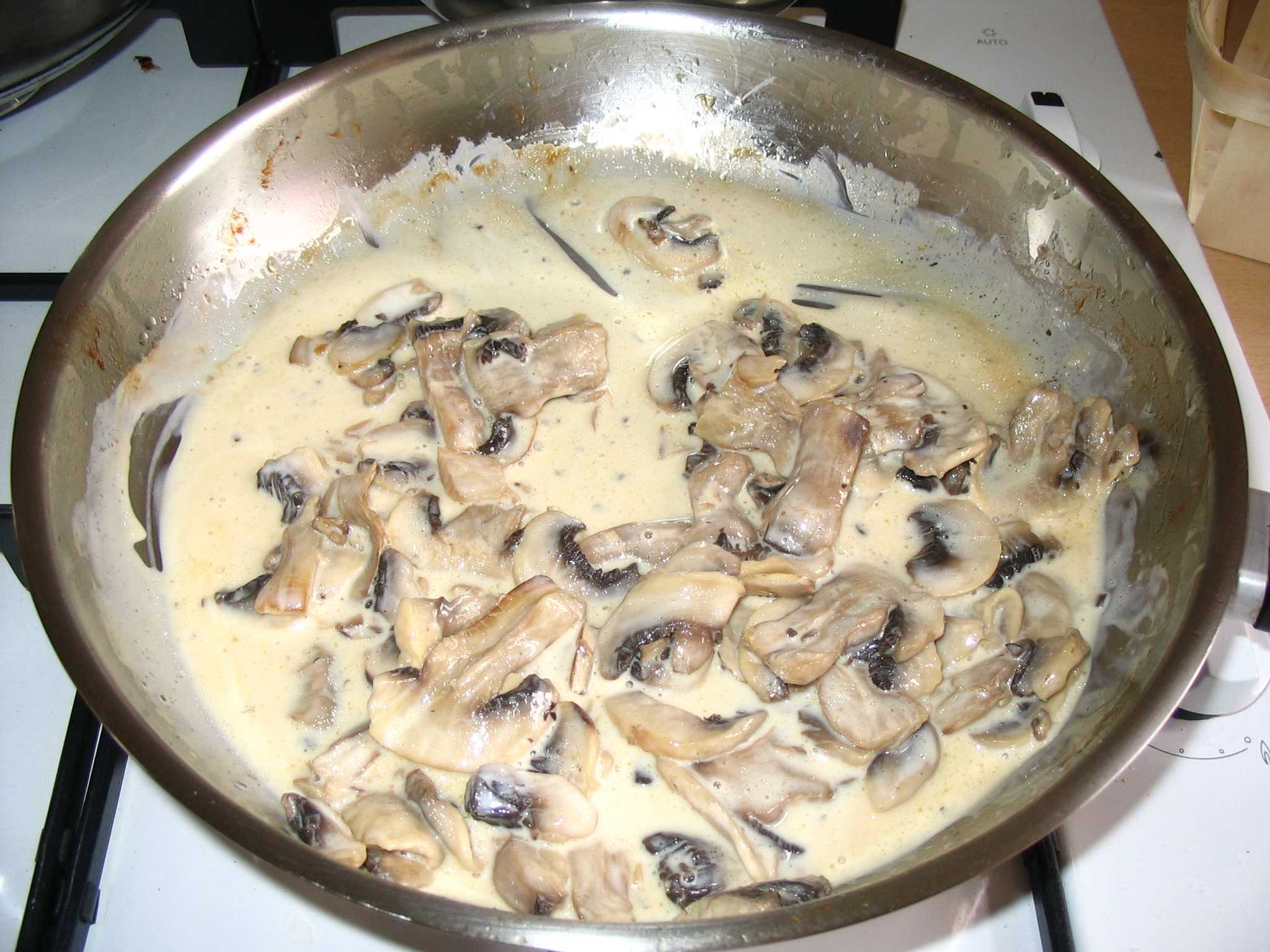
キノコを煮詰めて、シャンピニオンソースを作る。

レデュクション（フランス語: réduction）とは、料理において「煮詰める」作業や、食材を「煮詰めたもの」を指す。
例えば、タマネギ、ニンニク、パセリ、マッシュルームをオリーブオイルで炒めた後に牛乳を加え、汁けがなくなるまで混ぜながら煮詰めて粗熱を取ったものを「レデュクション」と呼んだり、「エシャロットをビネガーで煮詰めたもの」を「エシャロットのレデュクション」と呼ぶ。